# Philip Danforth Armour

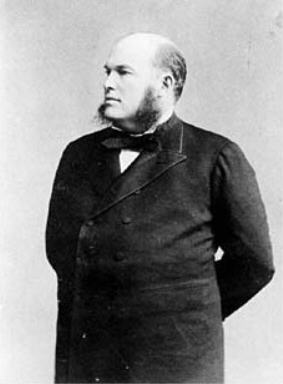
Philip Danforth Armour.

Philip Danforth Armour (16 de mayo de 1832, Stockbridge, Nueva York-6 de enero de 1901, Chicago, Illinois) fue un empresario e inventor estadounidense, fundador de la Armour & Company.
Obtuvo su primer acierto empresarial con la explotación minera en California. Amplió enormemente los negocios de granos y carne empaquetada de su familia en el Medio Oeste, promoviendo en 1875, el uso de subproductos y la venta de carne enlatada.
Cuando fueron introducidos los furgones frigoríficos en los años 1880, Armour estableció centros de distribución en los estados del este y comenzó a exportar productos cárnicos a Europa.
Murió de neumonía en 1901.